# Allocosa hirsuta
Allocosa hirsuta là một loài nhện trong họ wolfspinnen (Lycosidae).
Loài này thuộc chi Allocosa. Allocosa hirsuta được Friedrich Wilhelm Bösenberg & Lenz miêu tả năm 1895.